# Biserica Sfânta Treime din Mândra

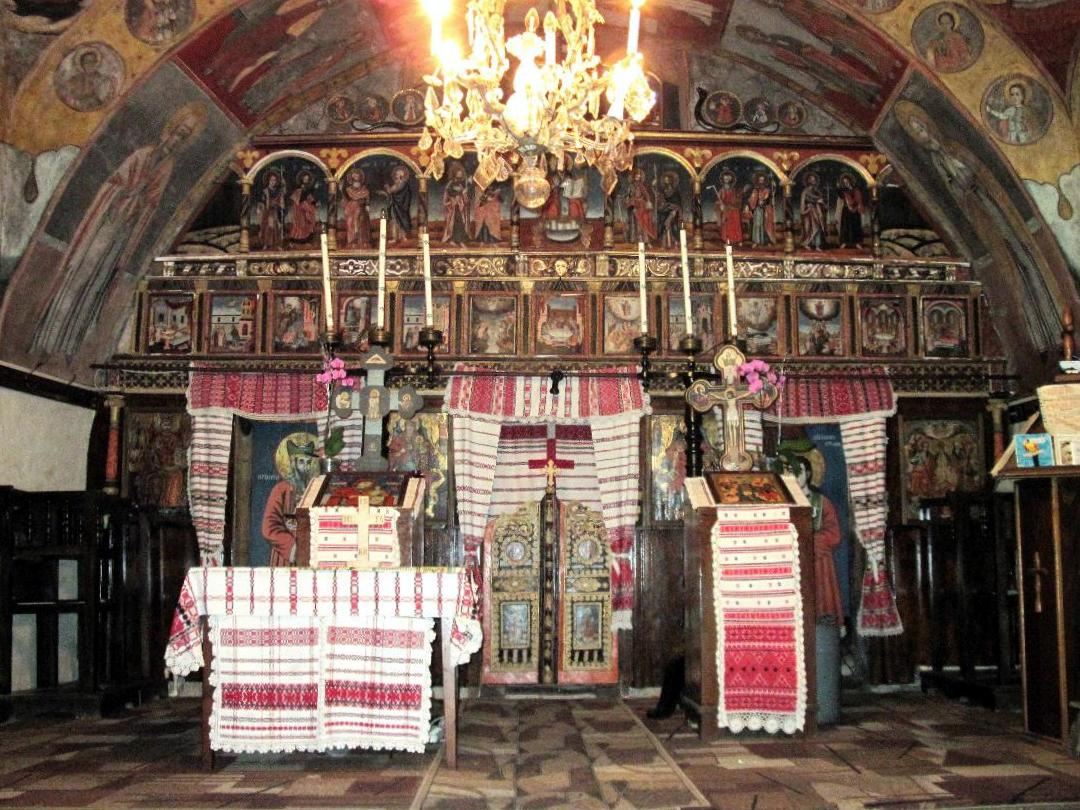
Iconostasul

Biserica Sfânta Treime este un monument istoric aflat pe teritoriul satului Mândra, comuna Mândra. În Repertoriul Arheologic Național, monumentul apare cu codul  41426.05.

## Localitatea
Mândra este satul de reședință al comunei cu același nume din județul Brașov, Transilvania, România. Prima mențiune documentară este din anul 1400.

## Biserica
Biserica a fost construită pe colina cea mai înaltă a satului în anul 1779. Materialul de construcție a fost piatra, adusă cu căruțele trase de boi de la cariera de la Perșani. A fost zugrăvită în tehnica frescă în anul 1821 de zugravul Sava de la Făgăraș și sfințită în același an de mitropolitul Vasile Moga. A fost reparată în anii 1895, 1950, 1965, 1973, fără a se interveni asupra picturii murale. După 1990 biserica a ajuns într-o stare avansată de degradare, apa s-a infiltrat în fundație și în pereți, existând pericolul de prăbușire. Lucrările de restaurare au început în anul 2003: a fost întocmit un proiect, refăcut acoperișul, lucrări de amploare de consolidare a bisericii. Ulterior s-a făcut restaurarea picturii murale interioare de către profesorul restaurator, preot Marin Cotețiu, născut în Câmpeni. Cu același restaurator s-a restaurant și iconostasul (datat 1810) între anii 2011-2012.

## Imagini din exterior

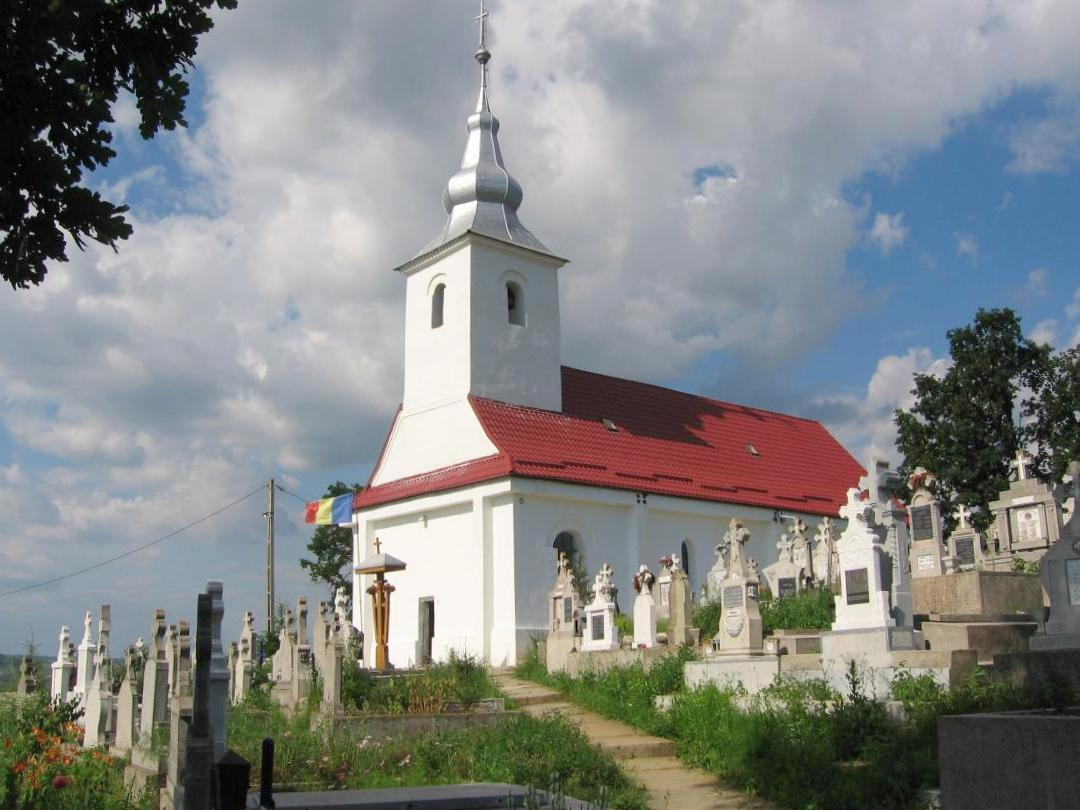
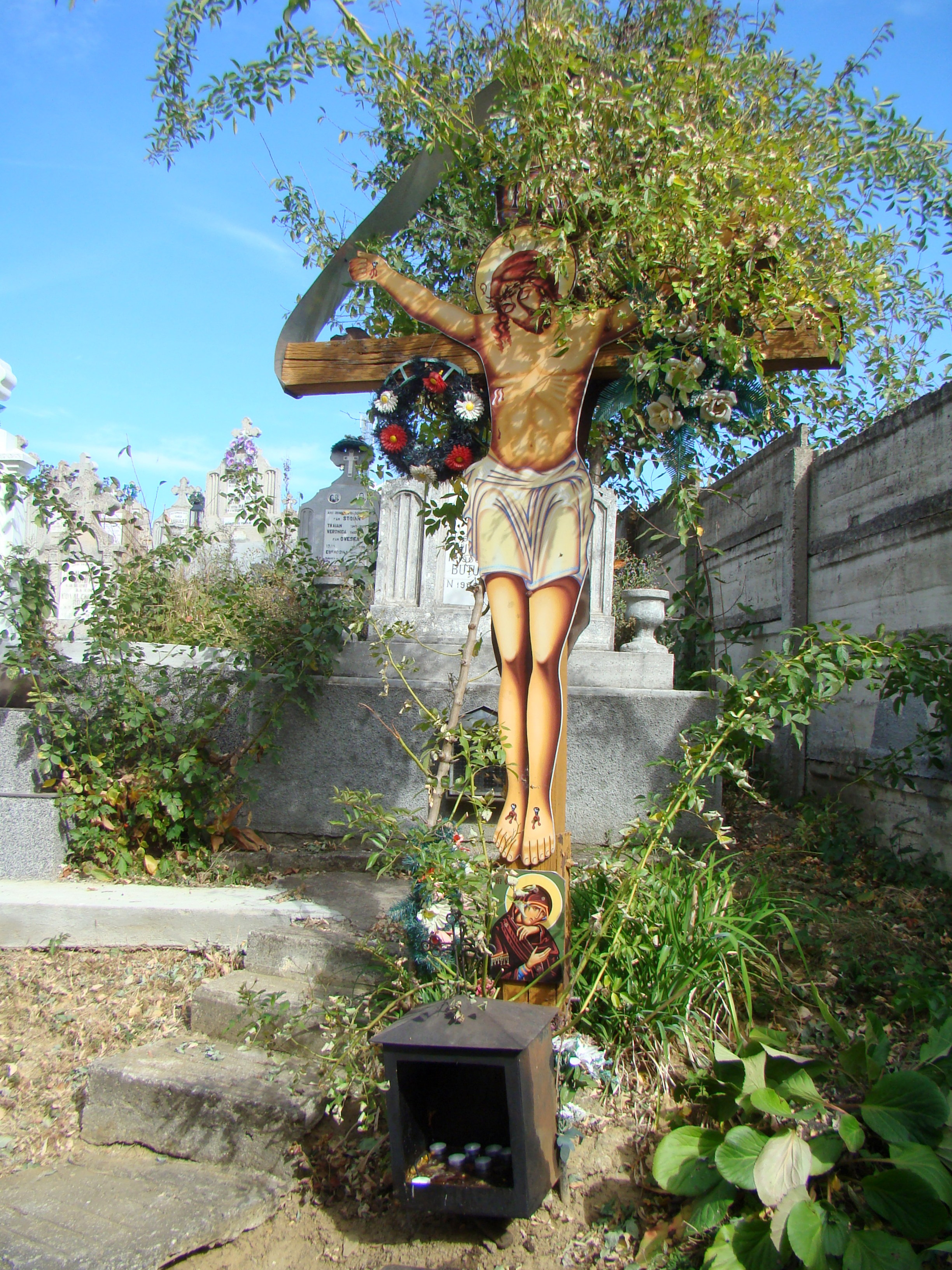
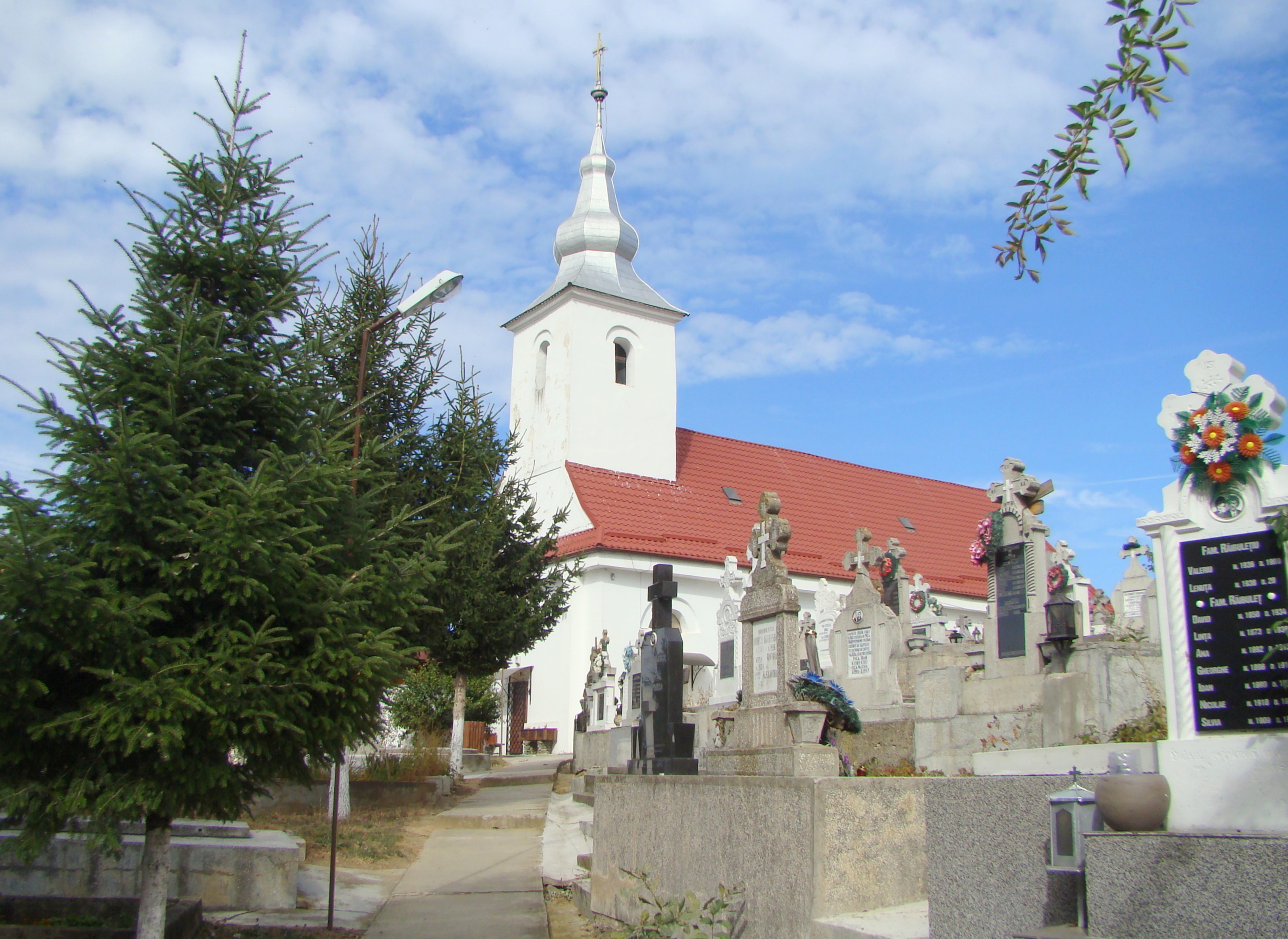
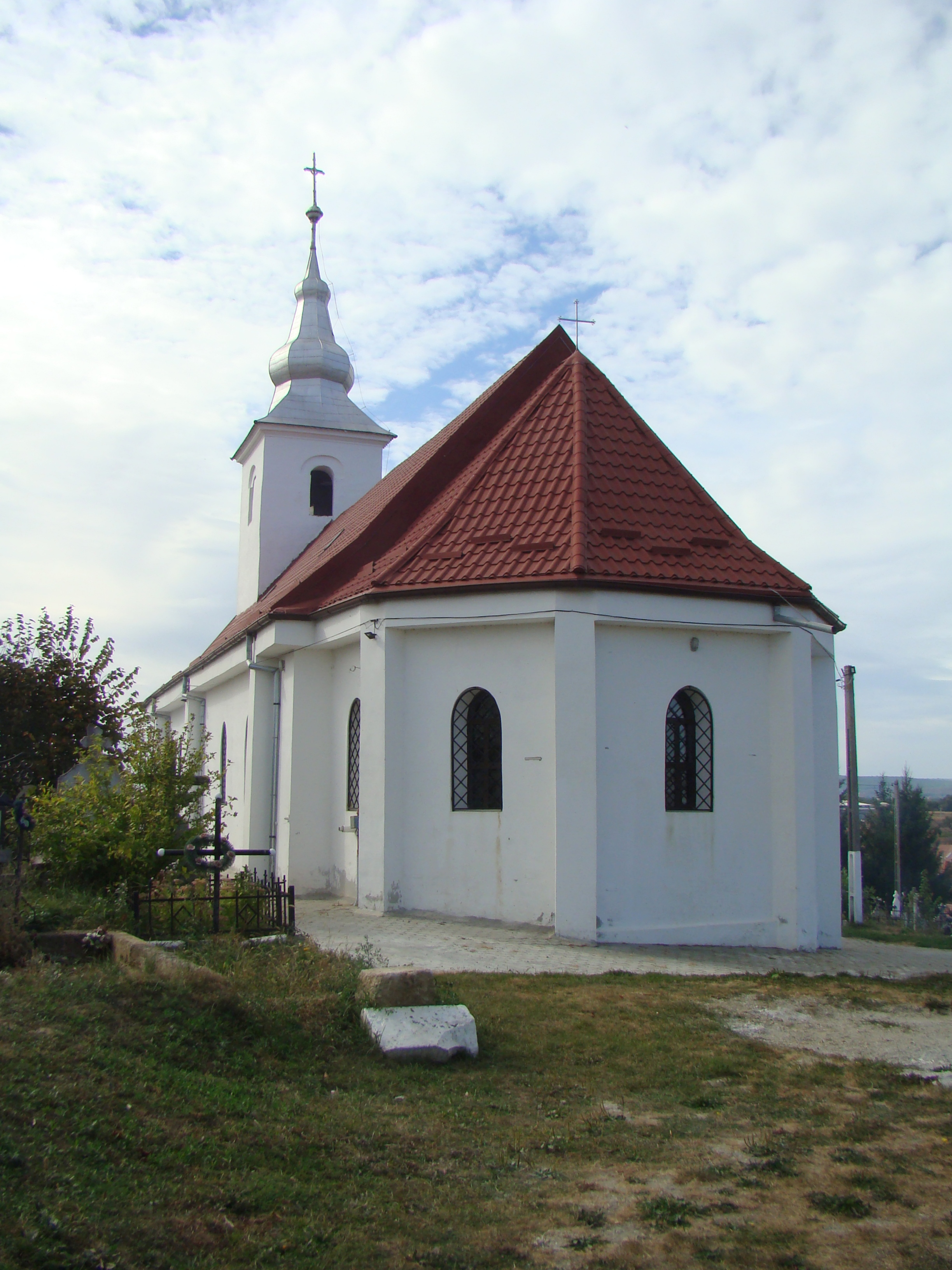
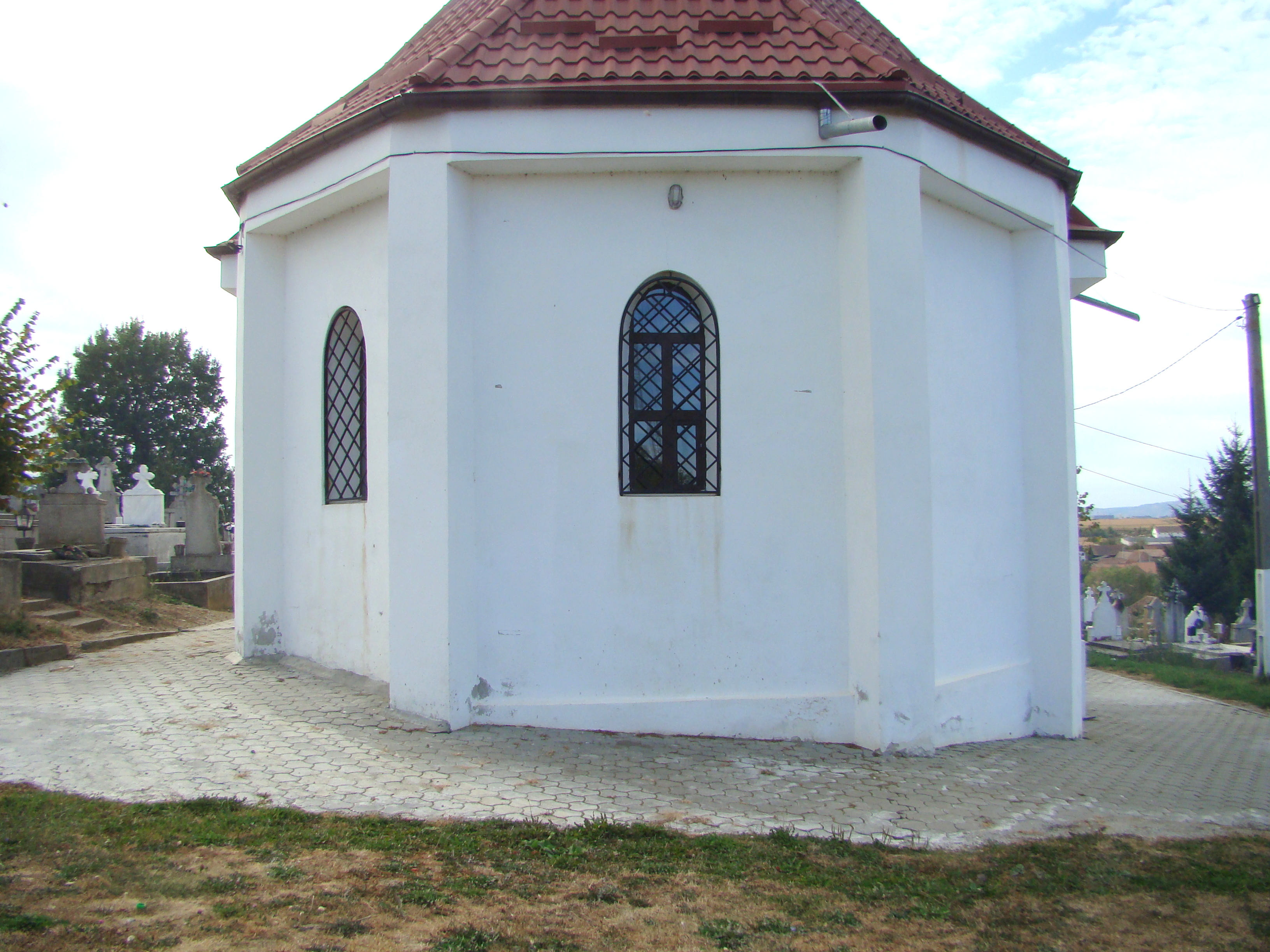
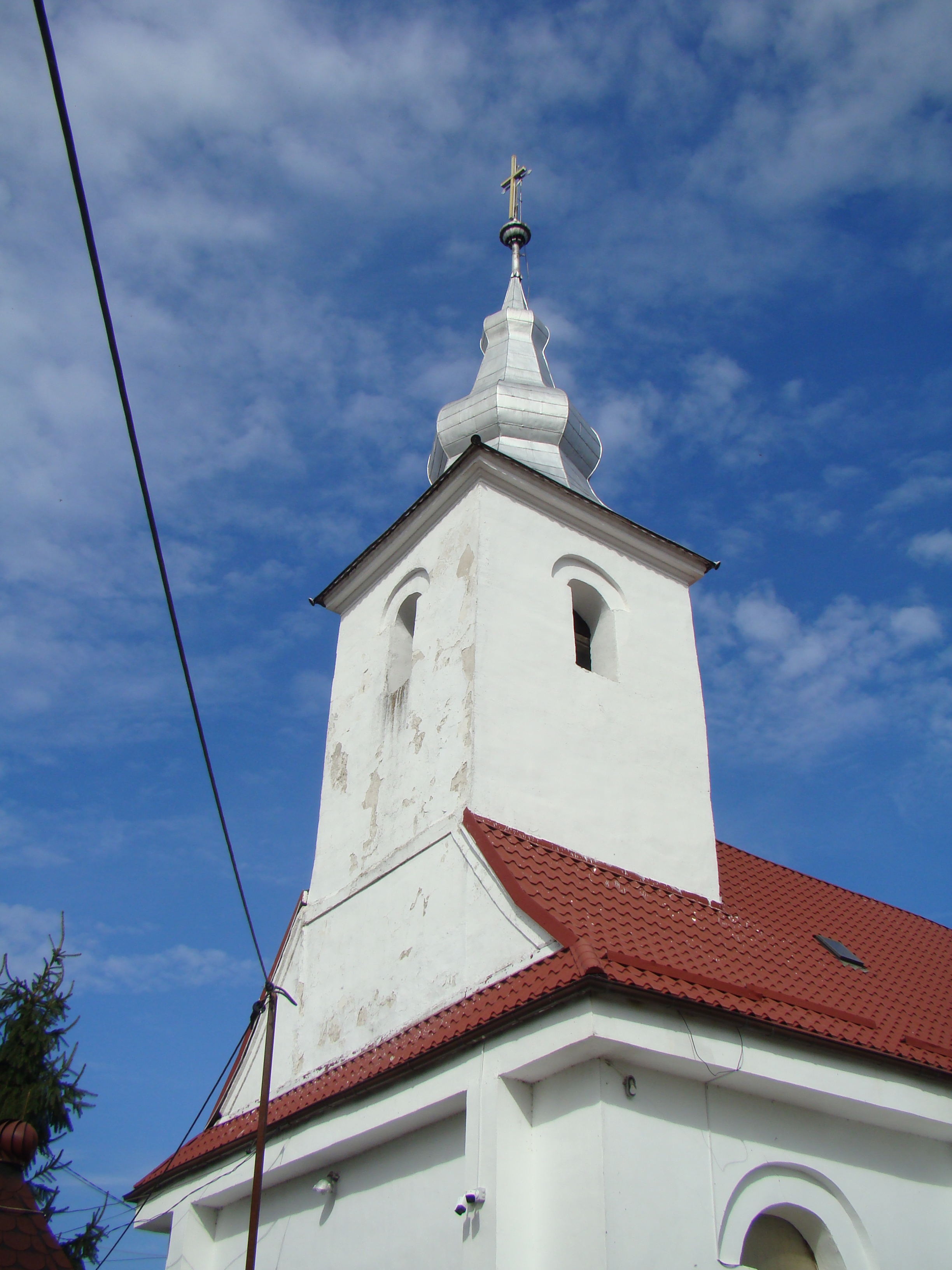
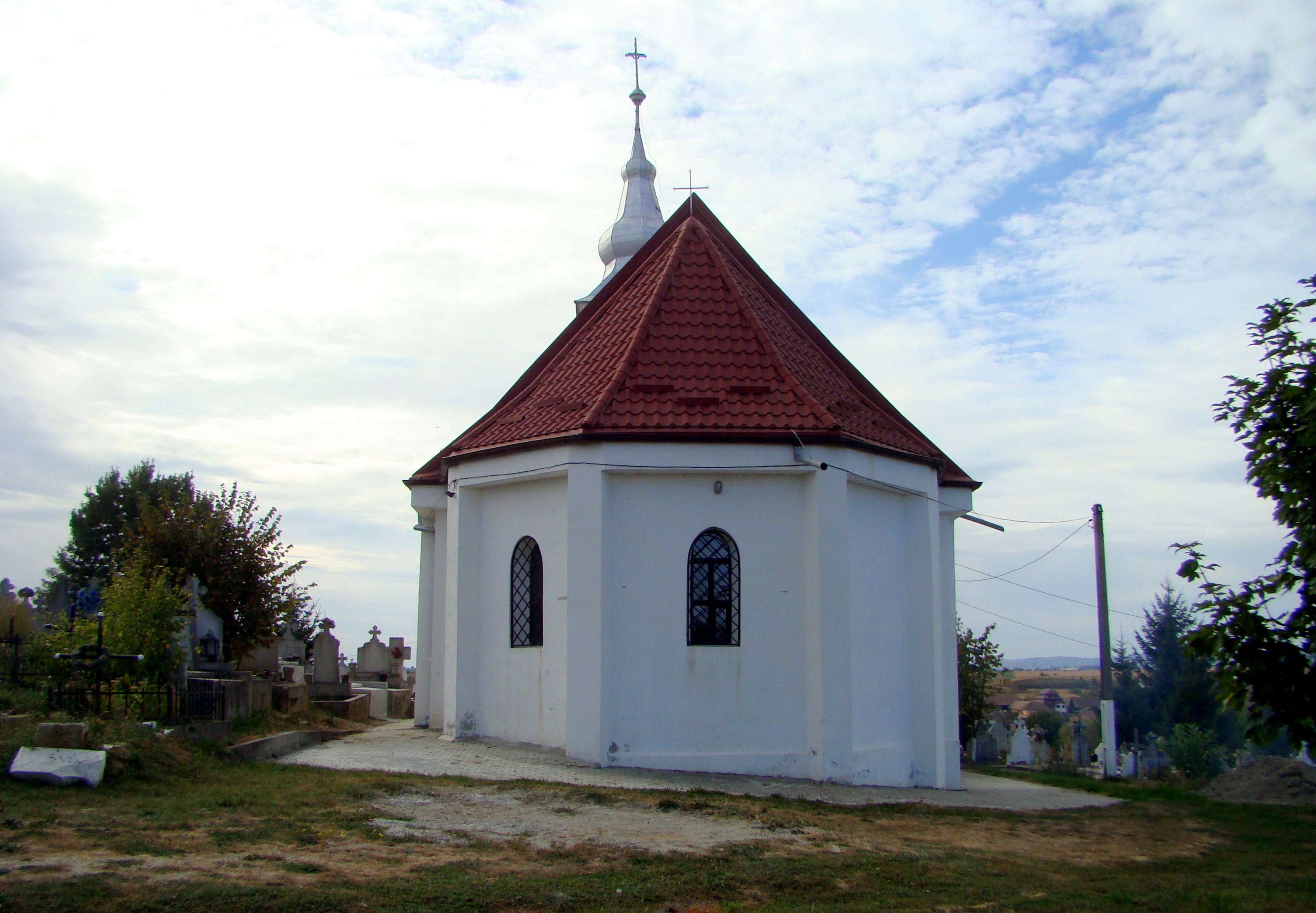
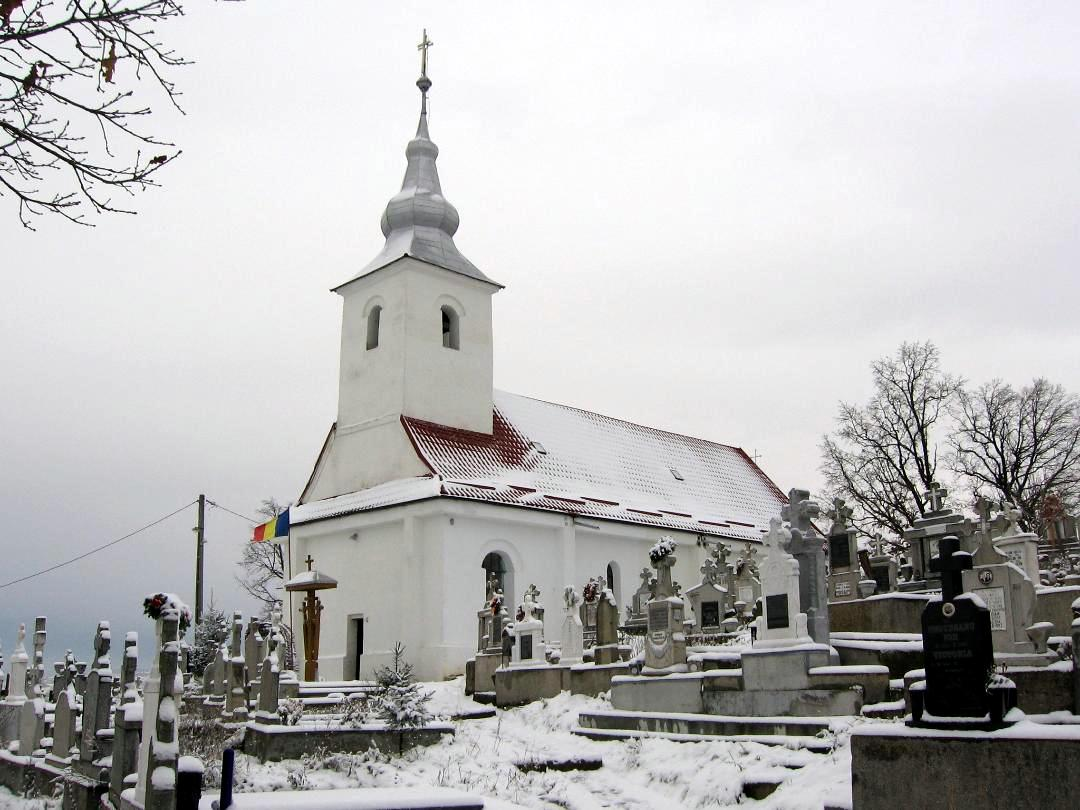
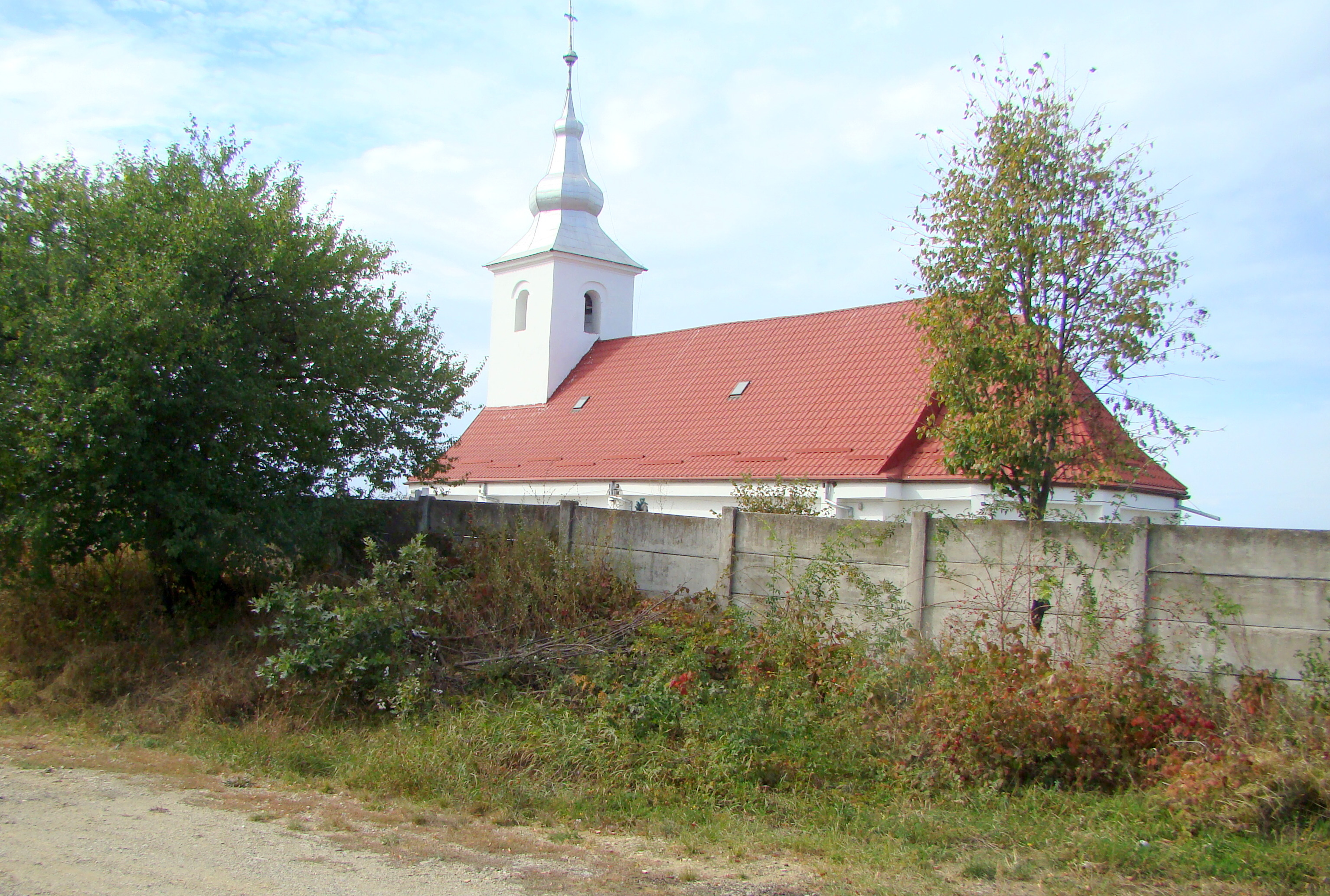

## Imagini din interior (obținute cu sprijinul profesorului restaurator Marin Cotețiu)

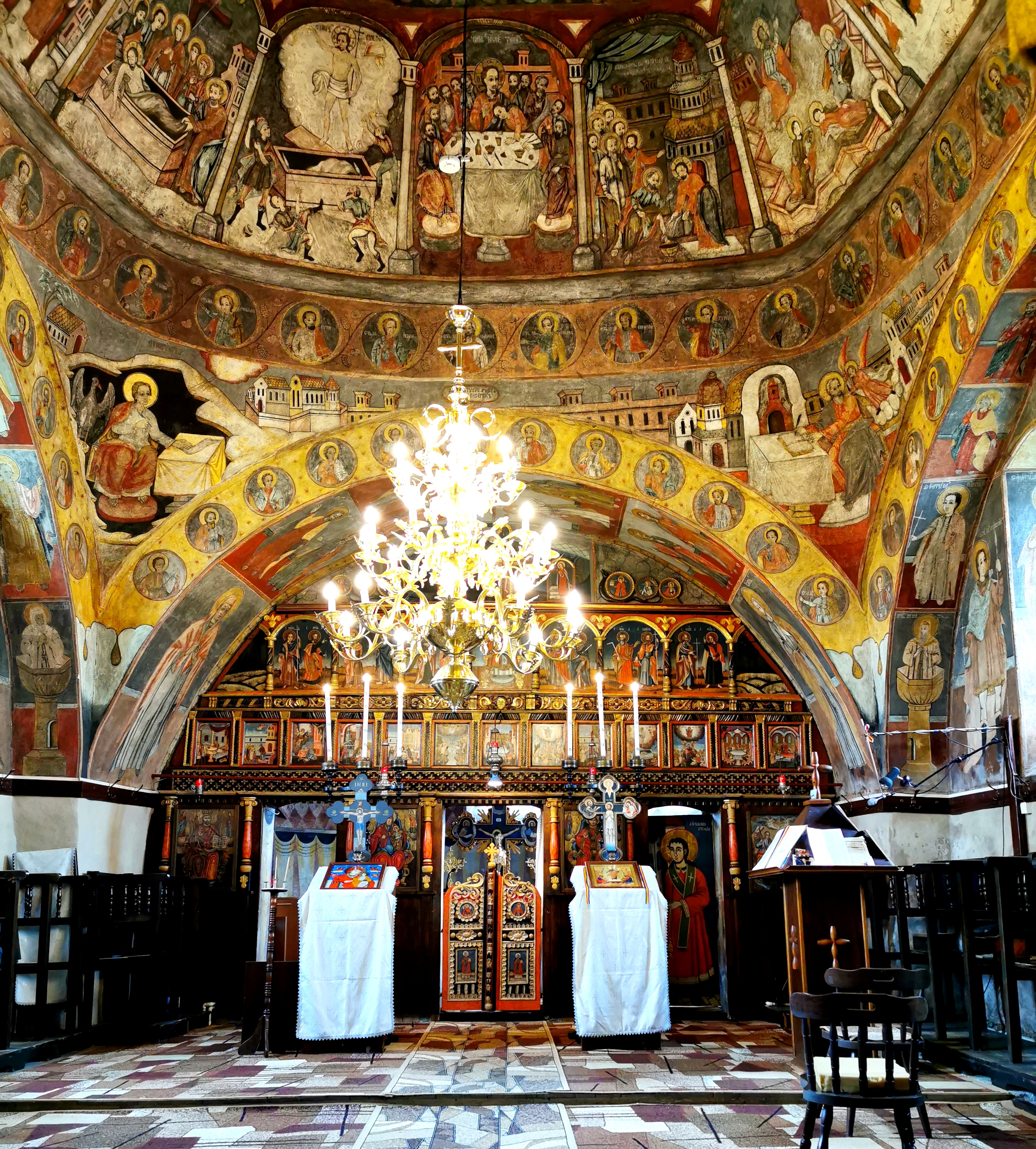
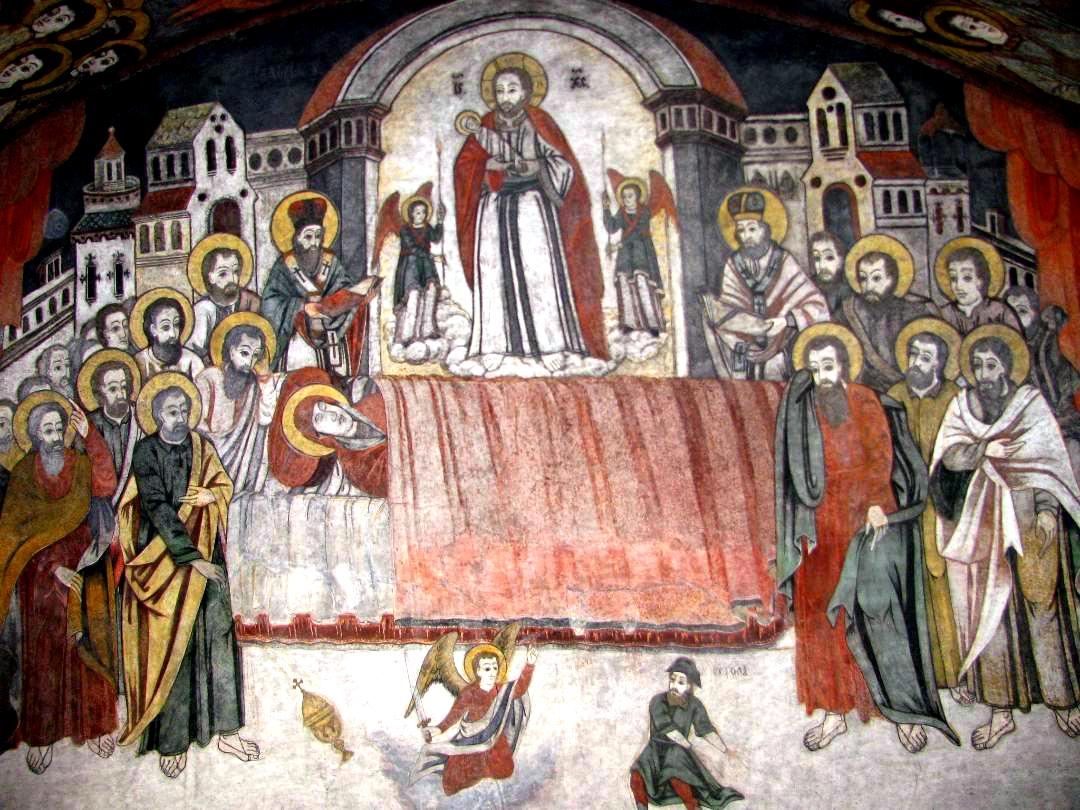
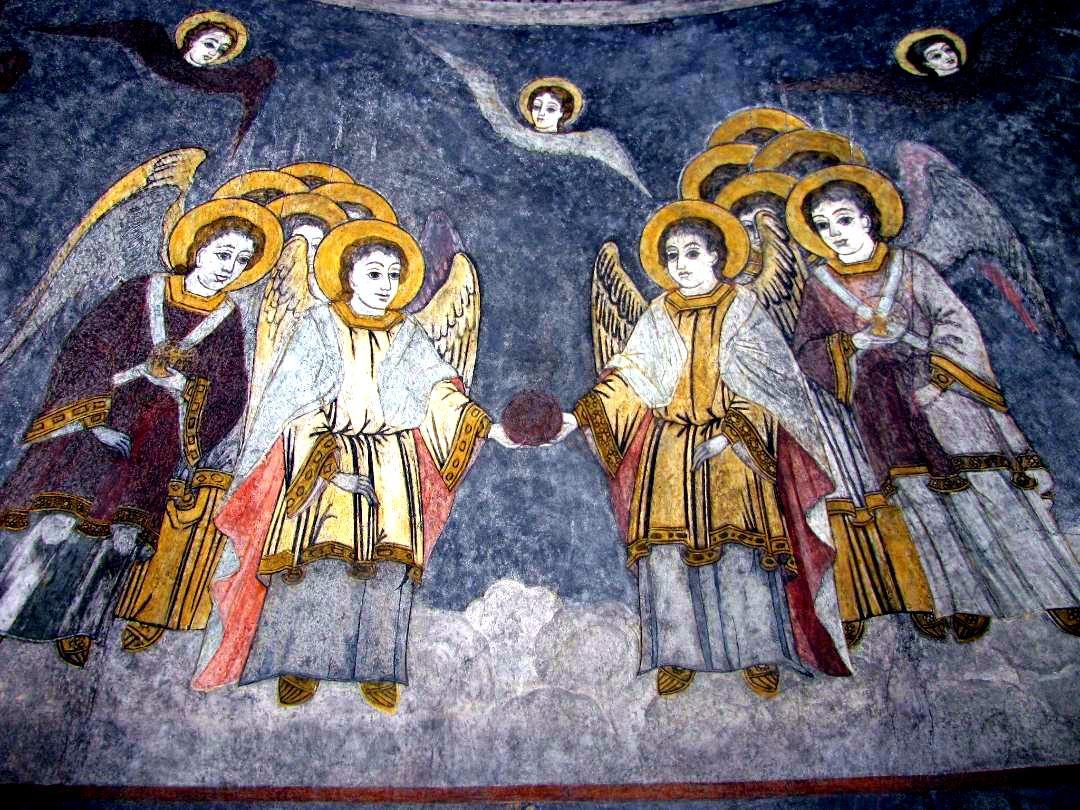
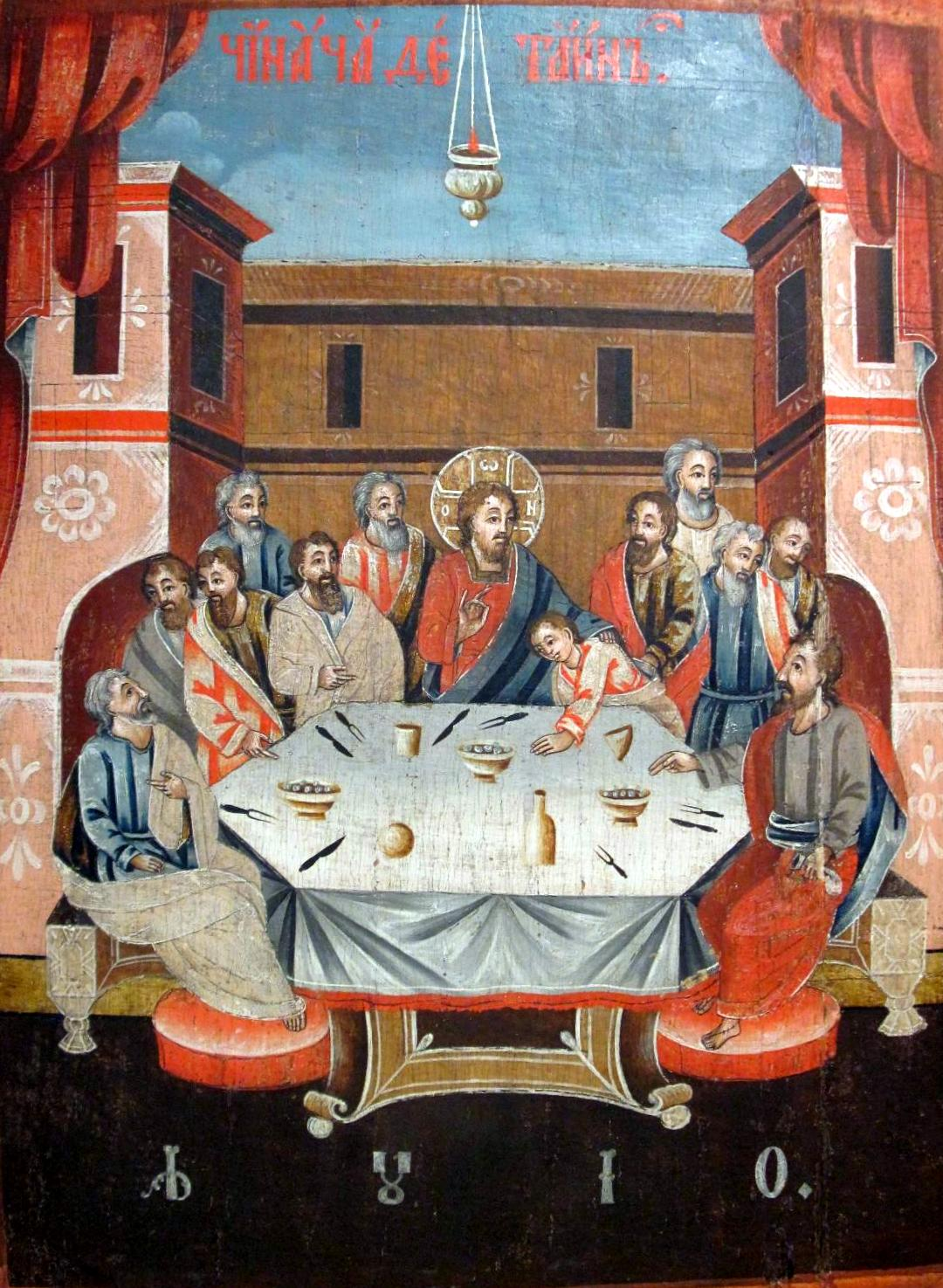
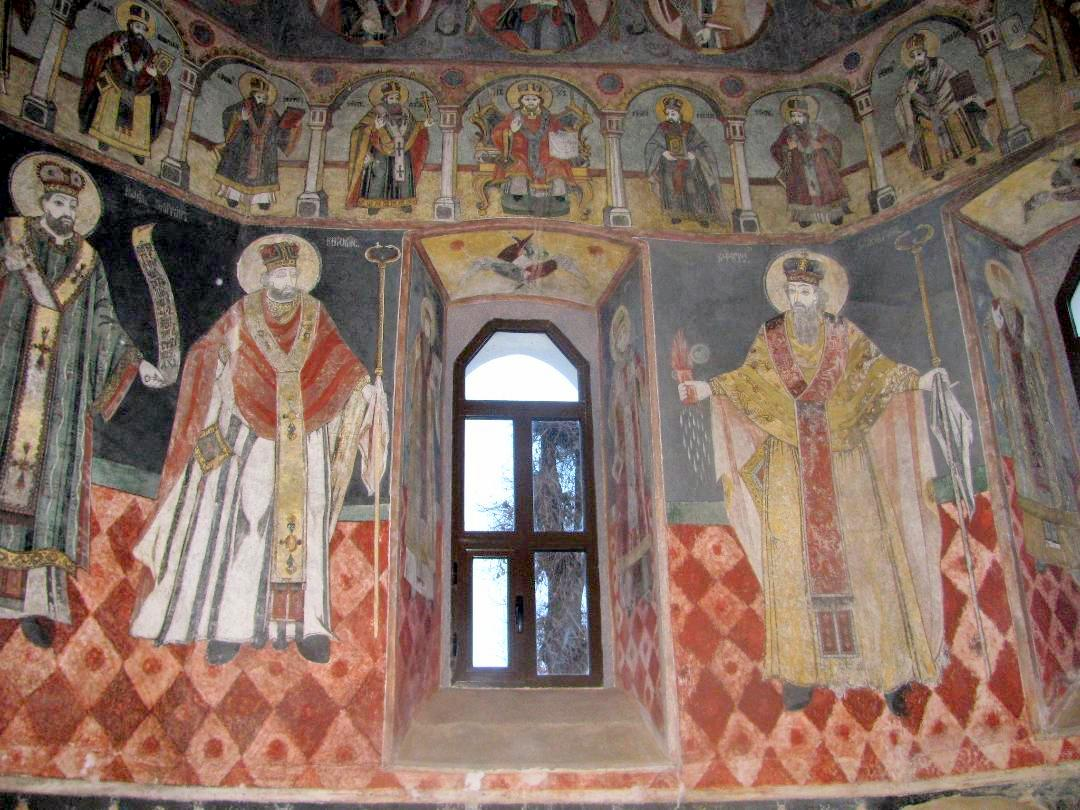
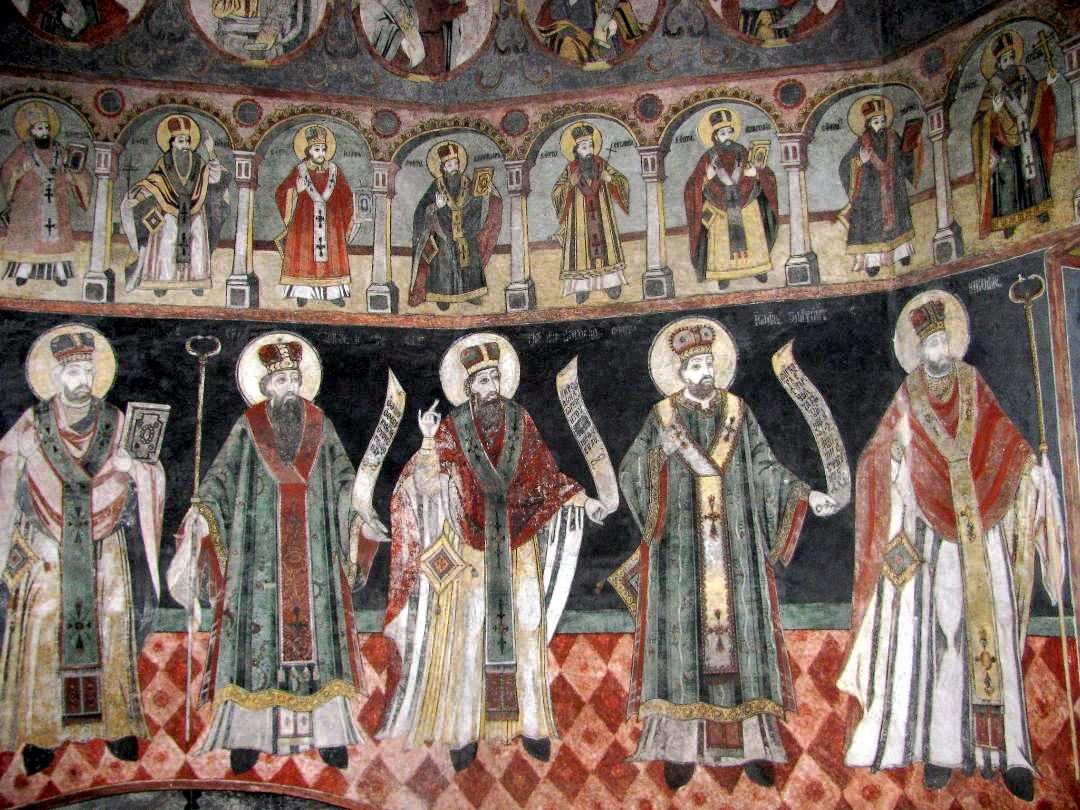
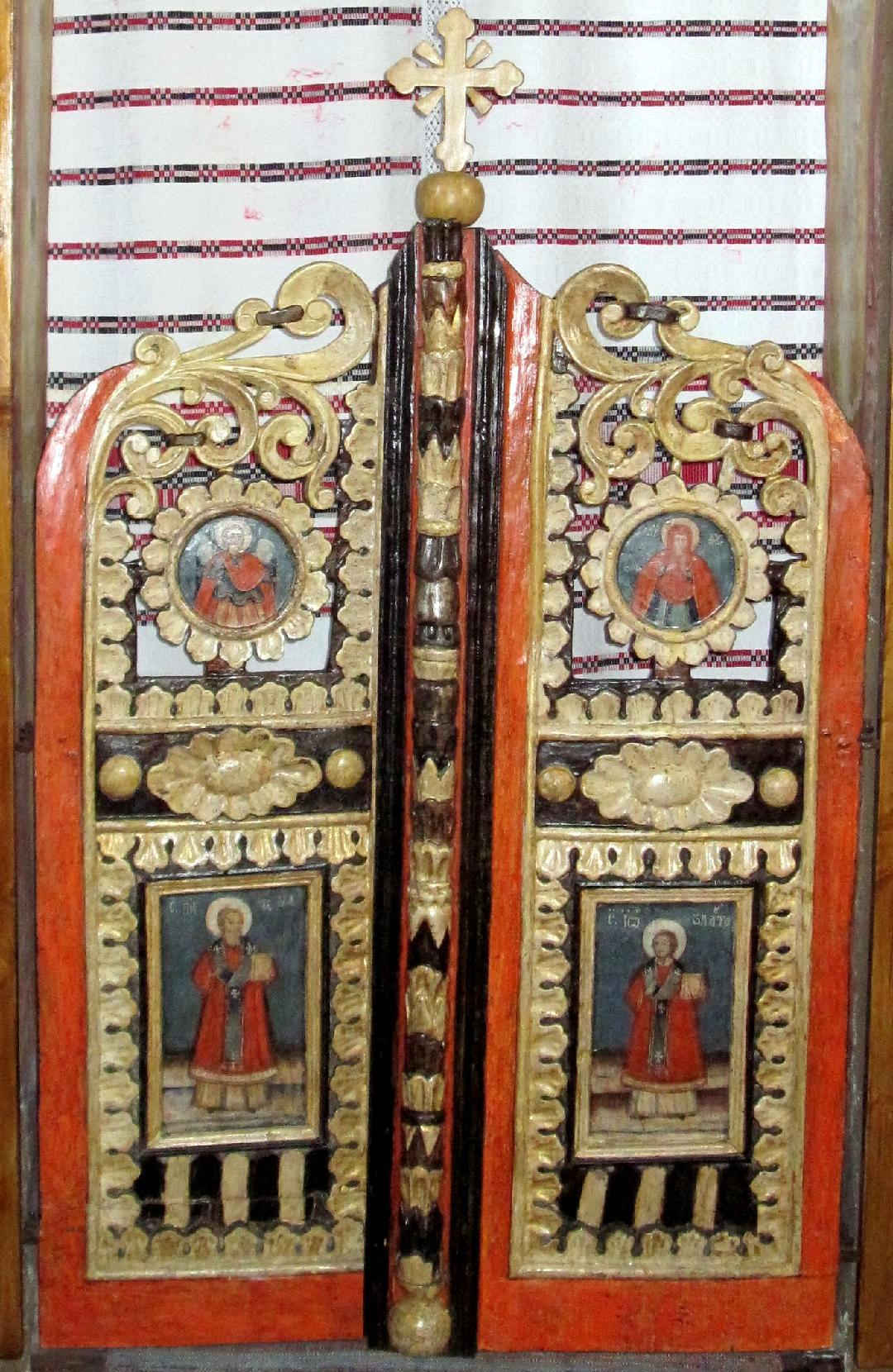
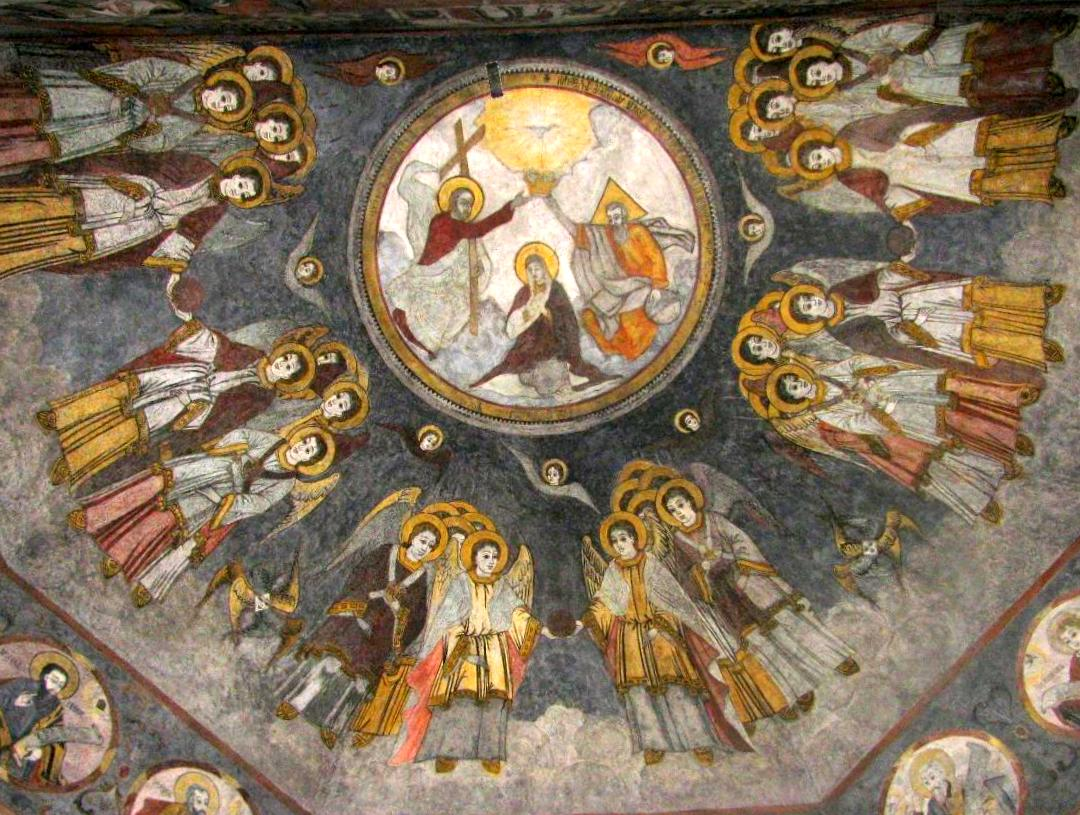
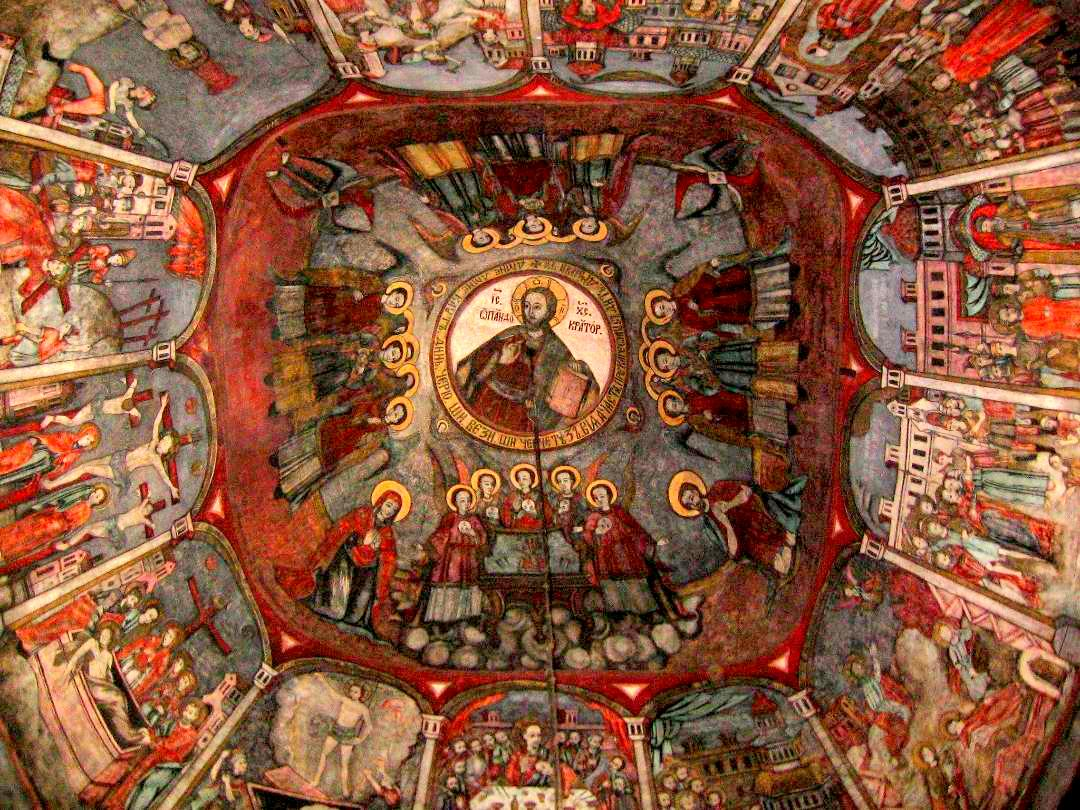
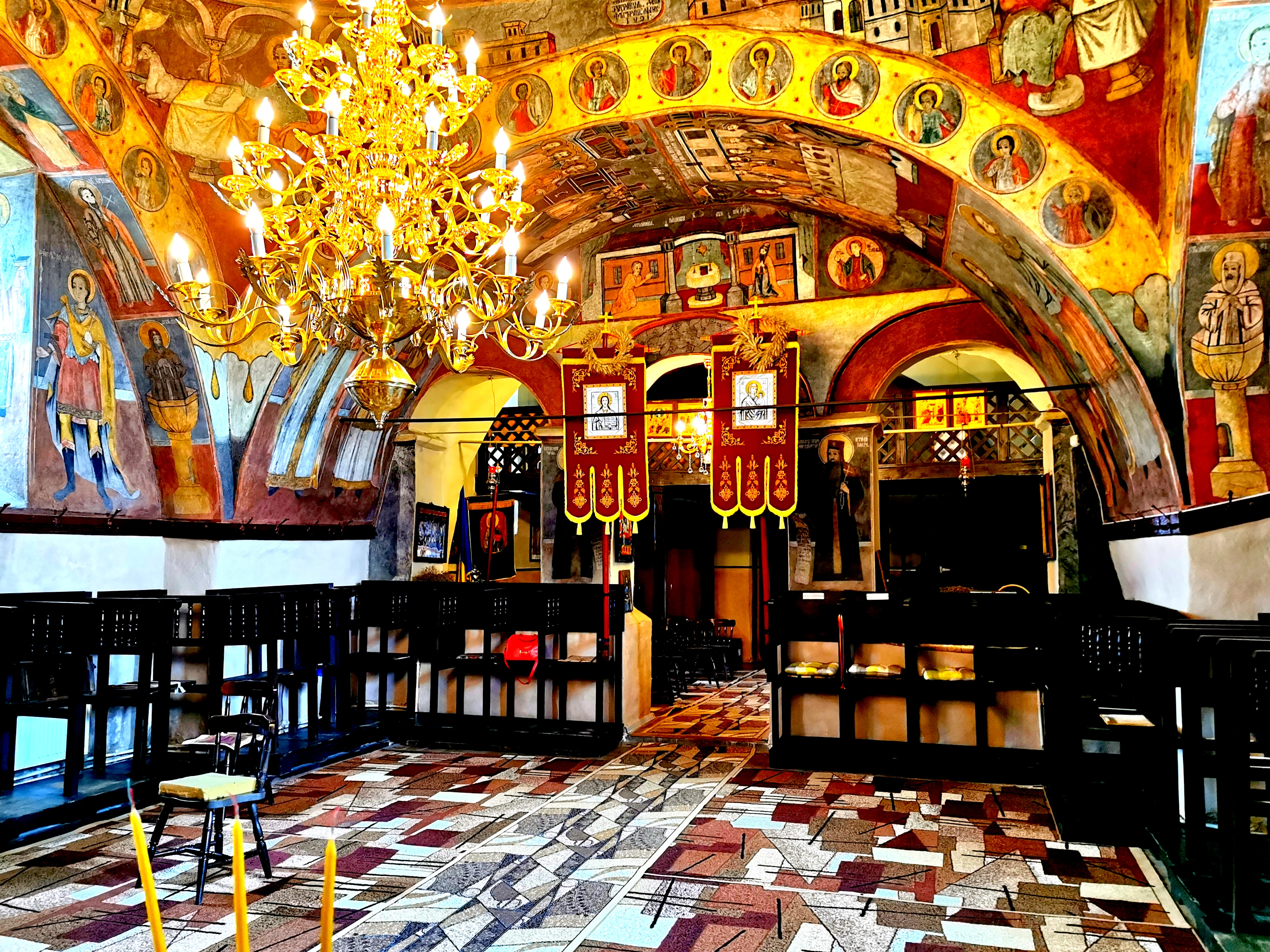